# جيانلوكا سكاماكا
جيانلوكا سكاماكا (بالإيطالية: Gianluca Scamacca)‏ (1 يناير 1999 ب‍روما، إيطاليا - ) هو لاعب كرة قدم إيطالي يلعب مع أتلانتا الإيطالي ومنتخب إيطاليا لكرة القدم في مركز الهجوم.ولاعب سابق في وستهام الانجليزي

## وصلات خارجية
- جيانلوكا سكاماكا على موقع الاتحاد الأوربي (الإنجليزية)
- جيانلوكا سكاماكا على موقع إي إس بي إن إف سي (الإنجليزية)
- جيانلوكا سكاماكا على موقع قاعدة بيانات كرة القدم.إي يو (الإنجليزية)
- جيانلوكا سكاماكا على موقع ليكيب (الفرنسية)
- جيانلوكا سكاماكا على موقع ناشيونال فوتبول تيمز (الإنجليزية)
- جيانلوكا سكاماكا على موقع Soccerbase.com (لاعب) (الإنجليزية)
- جيانلوكا سكاماكا على موقع Soccerway.com (الإنجليزية)
- جيانلوكا سكاماكا على موقع عالم كرة القدم.نت (الإنجليزية)
- جيانلوكا سكاماكا على موقع كووورة
- جيانلوكا سكاماكا على موقع AS.com (الإسبانية)